# GARNET CROW first live scope and document movie
『GARNET CROW first live scope and document movie』（ガーネット クロウ ファースト ライヴ スコープ アンド ドキュメント ムービー）は、GARNET CROWの1枚目のライブDVDである。2003年2月26日発売。発売元はGIZA studio。

## 解説
2002年に行われた初ライブツアー、及び各会場での舞台裏を収録している。

## 収録会場
東京都・赤坂BLITZ

## 収録内容
1. call my name
2. 夏の幻
3. Last love song
4. 君の家に着くまでずっと走ってゆく
5. flying
6. wish★
7. 水のない晴れた海へ
8. スカイ・ブルー
9. Holy ground
10. Timeless Sleep
11. Naked Story
12. Rhythm
13. 二人のロケット
14. Mysterious Eyes

〜encore〜
1. 夢みたあとで
2. スパイラル

and document movie